# التصوير فائق السرعة بالفيمتو ثانية
التصوير فائق السرعة بالفيمتو ثانية وهو مصطلح يصف التصوير فائق السرعة. تمت أول عملية تصوير فائقة السرعة تعمل بتقنية الفيمتو ثانية بواسطة فريق العمل مختبر (MIT Media Lab) تحت إشراف راميش راسكار. وقبل ذلك كان هذا المصطلح يستخدم في بعض إجراءات تجريبية معينة مقترحة في الفيزياء النووية التجريبية.
ويزعم فريق راسكار في دورياتهم العلمية المنشورة أن تلك التقنية قادرة على التقاط صور لمشاهد قصيرة للغاية يكون الضوء قد عبر مسافة 6 ملم (أي ما يعادل قليل من البيكو ثانية أو ألآلاف من الفيمتو ثانية) خلال مشهد واحد فقط وذلك من خلال الجمع بين أحدث معدات البحث المتوافرة وتجريب الخوارزميات المعقدة. هذا وقد عرض راسكار الإنجاز الرائع الذي حققه فريقه أثناء فعاليات تي أي دي جلوبال (TEDGlobal) في 2012 عن طريق فيديو سريع الانتشار أمام جمهور أكبر
وقد أتاحت تقنية التصوير بالفيمتو ثانية المجال أمام فريق راسكار لإبراز مسار حزمة ضوء تعبر داخل زجاجة كوكاكولا بالإضافة إلى تصوير جسيم مختفي خلف زاوية من خلال خاصية إعادة بناء وحدة الكم الضوئي الفردية لمسارات الانعكاس.